# Sierra de vaivén

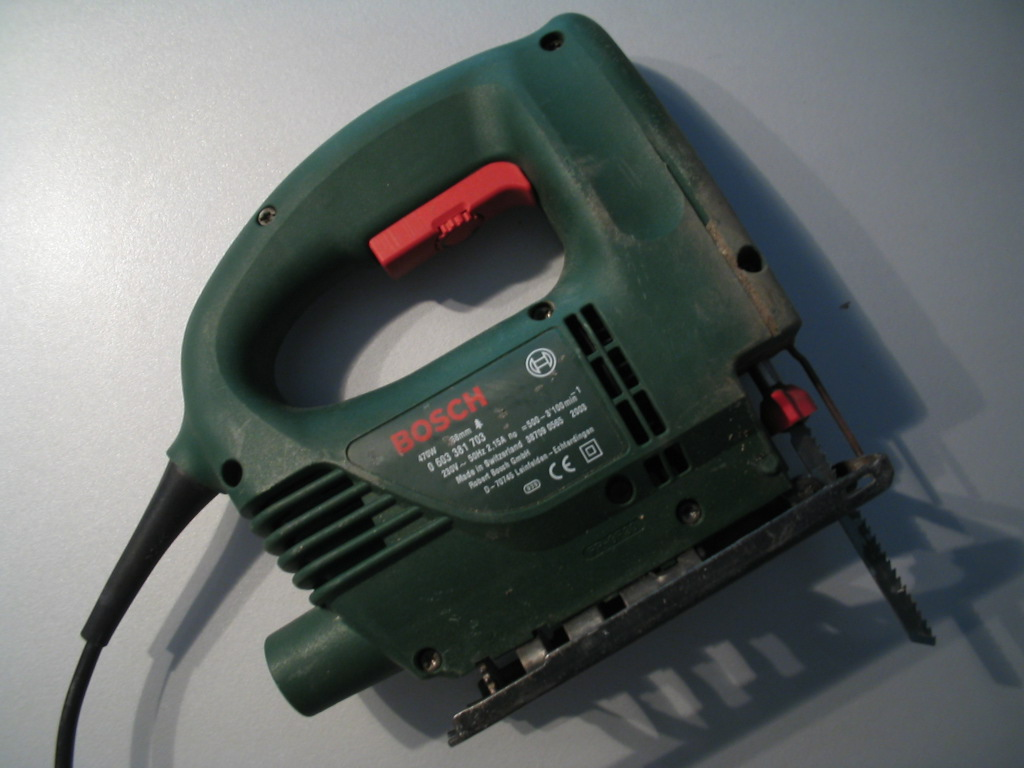
Sierra de calar eléctrica Bosch.

La sierra de vaivén, sierra caladora o sierra de calar, o coloquialmente una caladora (jigsaw en inglés), es un tipo de sierra utilizada para cortar curvas arbitrarias, como diseños de plantilla u otras formas, en una pieza de madera, enchapado, aglomerado, melamina, PVC, vidrio sintético, cartón, cuero, aluminio, zinc, poliestireno, corcho, fibrocemento, acero, etc. Se utiliza habitualmente de una forma más artística que otras sierras, que sólo cortan líneas rectas y existen principalmente para cortar piezas de madera con una longitud adecuada para las estructuras de construcción. De esta forma, es similar a la escofina y al cincel.
- El material que se puede cortar y el tipo de corte de la sierra caladora está dado por el tipo de hoja que se emplee.
- Así hay hojas para madera, PVC y para cortar otros materiales.
- Por otro lado, las hojas de dientes grandes dan un corte alternado, sirven para maderas y derivados, en tablas de hasta 60 mm.
- Los dientes medianos, dan un corte preciso y fino, para todas las maderas, placas y materiales plásticos. Una hoja ondulada brinda un corte recto, para metales ferrosos.
- Los dientes finos, dan un corte fino, para contornear curvas cerradas en madera. Dientes muy finos, para cortar materiales blandos y no ferrosos. Dientes extrafinos, para cortar metales.
- Las sierras de vaivén tradicionales son sierras de mano, consistentes en un mando unido a una pequeña y delgada lámina. Los primeros puzles se hicieron usando esta clase de herramienta manual. Las sierras de vaivén más modernas son herramientas eléctricas, fabricadas con un motor eléctrico y una lámina de sierra de intercambio.
- En el pasado, lo que actualmente se denominan sierra de volutas hacían referencia a las sierras de vaivén.

## Fabricantes
Fabricantes de este tipo de sierras son (en orden alfabético): AEG (=Milwaukee, =Atlas Copco), Black & Decker, Bosch (blue line), WORX, CS Unitec, DeWalt (=Elu), Fein, FLEX, Hilti, Makita, Mafell, Metabo, Skil

## Cómo cortar con sierra caladora
- Trazar la línea de corte a seguir.

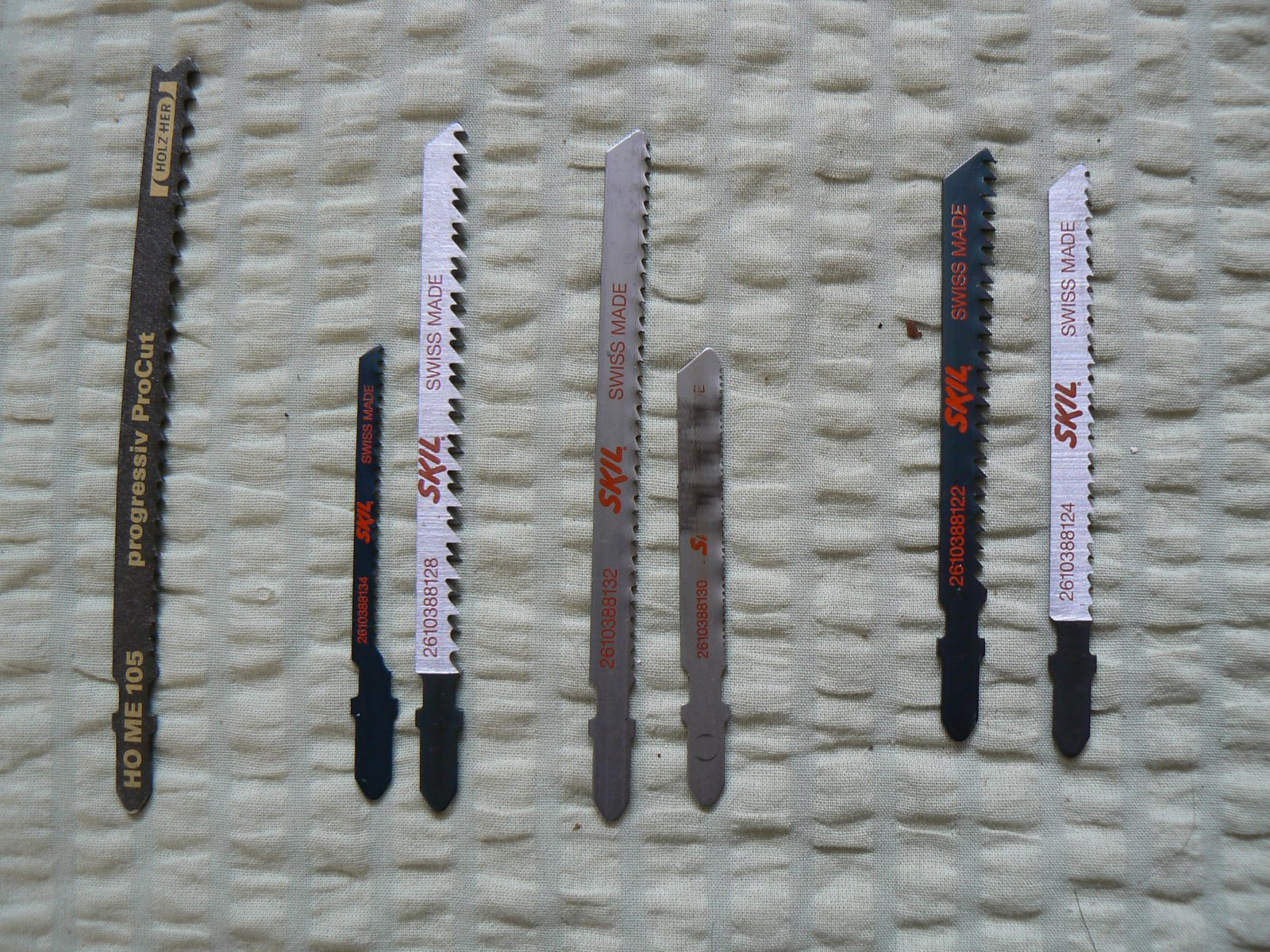
Diferentes tipos de sierras para sierra de vaivén.

- Fijar la pieza para evitar su movimiento.
  - La cuchilla de la sierra caladora tiene dirección ascendente; por tanto, el corte más nítido está en la zona de abajo. Es por ello que debemos poner la pieza del revés, para asegurarnos que la pieza quede más prolija del derecho.
- Para realizar el corte recto, podemos usar la guía paralela de la máquina, o colocar una regla sólidamente fijada.
- Para hacer cortes circulares, usamos la guía especial, o podemos ajustar una varilla a la ranura de la guía, ligada a la varilla que está en el centro del círculo a recortar, que sirve como compás de vara.
- Siempre debe cortarse sobre la parte desechable del corte, de modo que cualquier excedente pueda eliminarse con un cepillo, escofina o por pulido.
- Para cortar plástico, emplearemos velocidad reducida, para evitar que el calor derrita el plástico.
- Para el corte, se utiliza un ritmo regular a velocidad intermedia, sin ejercer presión, ya que esto altera el corte normal de la hoja, forzando la máquina.
- Adaptar la velocidad de corte de acuerdo al material.
- Emplear siempre hojas en buen estado, adecuadas al material a cortar.
- Para calar superficies frágiles sin riesgo de rayarlas, colocamos cinta de enmascarar en los pies de la sierra caladora.
- El corte de cerámicas se hace con una hoja de carburo a velocidad lenta, sin forzar la máquina.
- En cortes de grandes superficies, es necesario interrumpir frecuentemente la tarea para refrescar la hoja de la sierra.